# Лежащая девушка
«Лежащая девушка» (фр. Jeune fille allongée, Jeune fille couchée, L'Odalisque blonde) — откровенная картина в жанре ню выдающегося живописца французского рококо Франсуа Буше. Варианты названия: Лежащая молодая девушка, Одалиска, Дама-кориката (от итал. coricare — укладывать, ложиться). Изображает Луизу О’Мёрфи, фаворитку короля Людовика XV.
Картина известна в двух основных вариантах 1751 и 1752 годов, не считая многочисленных реплик и копий. Первая, «Светловолосая одалиска» (1751) хранится в музее Вальрафа-Рихарца в Кёльне, вторая «Светловолосая одалиска» (1752) в Старой пинакотеке в Мюнхене. Близкие варианты этой же композиции под названием «Тёмноволосая одалиска» (L’Odalisque brune, 1745) имеются в парижском Лувре, в Музее изящных искусств Реймса. Это произведение Буше считается одним из самых провокационных во всей французской живописи XVIII века.
На картине изображена обнажённая молодая девушка, провокационно лежащая на животе среди тканей и подушек. Для картины позировала Мария-Луиза О’Мёрфи, которой в ту пору было четырнадцать лет: «юная возлюбленная» французского короля Людовика XV. Это предположение основано главным образом на замечании, которое сделал в своих мемуарах знаменитый авантюрист Джакомо Казанова.
И хотя его наблюдение, вероятно, было неточным, несомненно, что «портрет», заказанный французским двором, касается куртизанки.
Луиза изображена в необычной позе даже для эротического искусства: лежащей на животе с раздвинутыми ногами (возможно, возраст помешал художнику нарисовать ее спереди). Спинка софы неудобно высока для такого положения тела, а ноги, так вожделённо утопающие в подушках, не в состоянии служить опорой изогнутому телу. Буше мастерски решил эту проблему и очень занимательно представил движение и немногочисленные предметы на картине.
Несколько лет спустя Франсуа Буше написал ещё две подобные версии. На одной, сохранившейся в старой мюнхенской художественной галерее, изображена молодая одалиска со светлыми волосами и чуть менее вызывающем положении. Другой вариант, находящийся в музее Вальрафа-Рихарца в Кёльне, похож на мюнхенский.

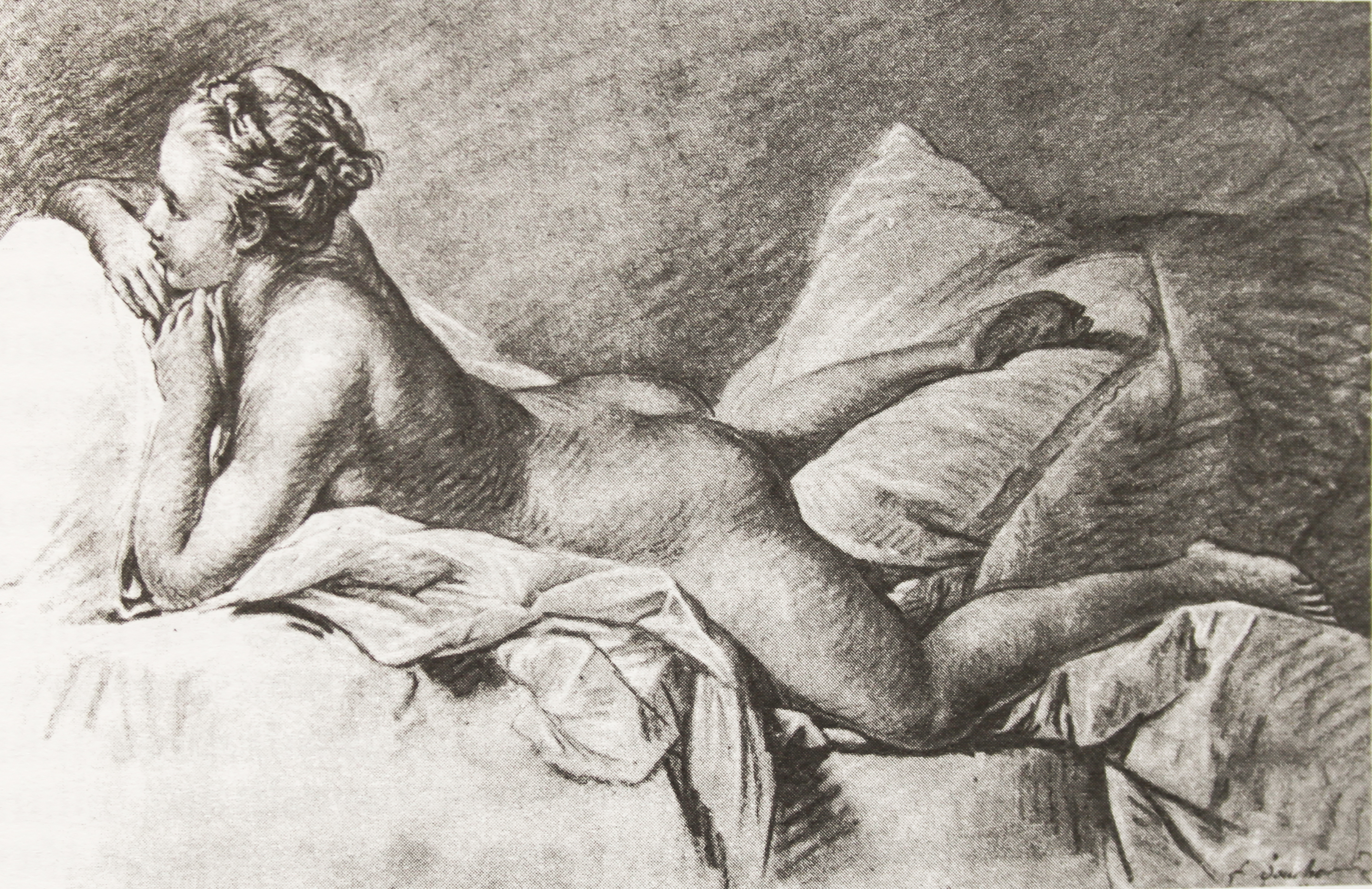
Ф. Буше. Дневные мечты. 1751. Бумага, карандаш
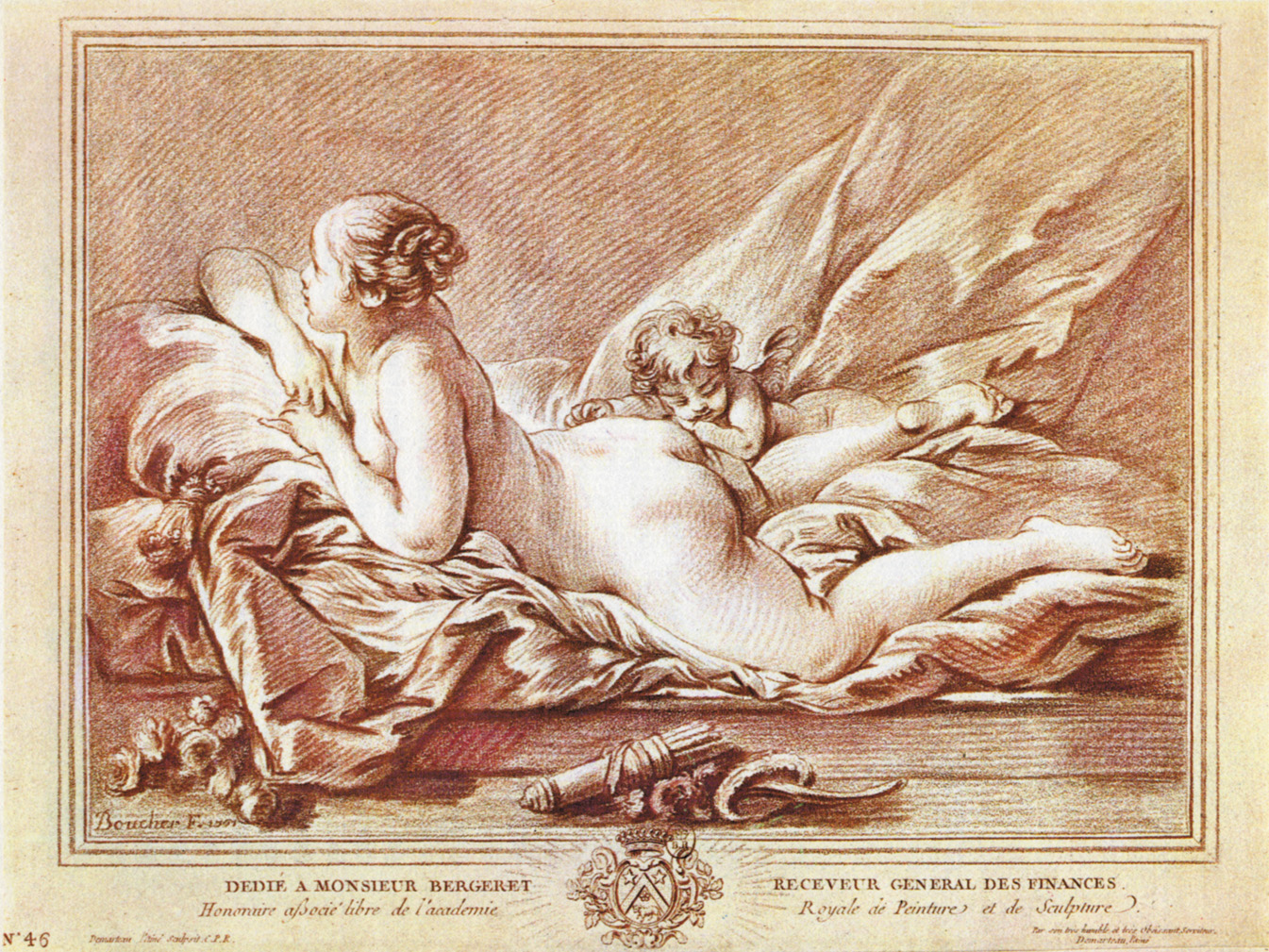
Ж. Демарто по рисунку Ф. Буше. Femme nue couchée. 1761. Офорт (карандашная манера)
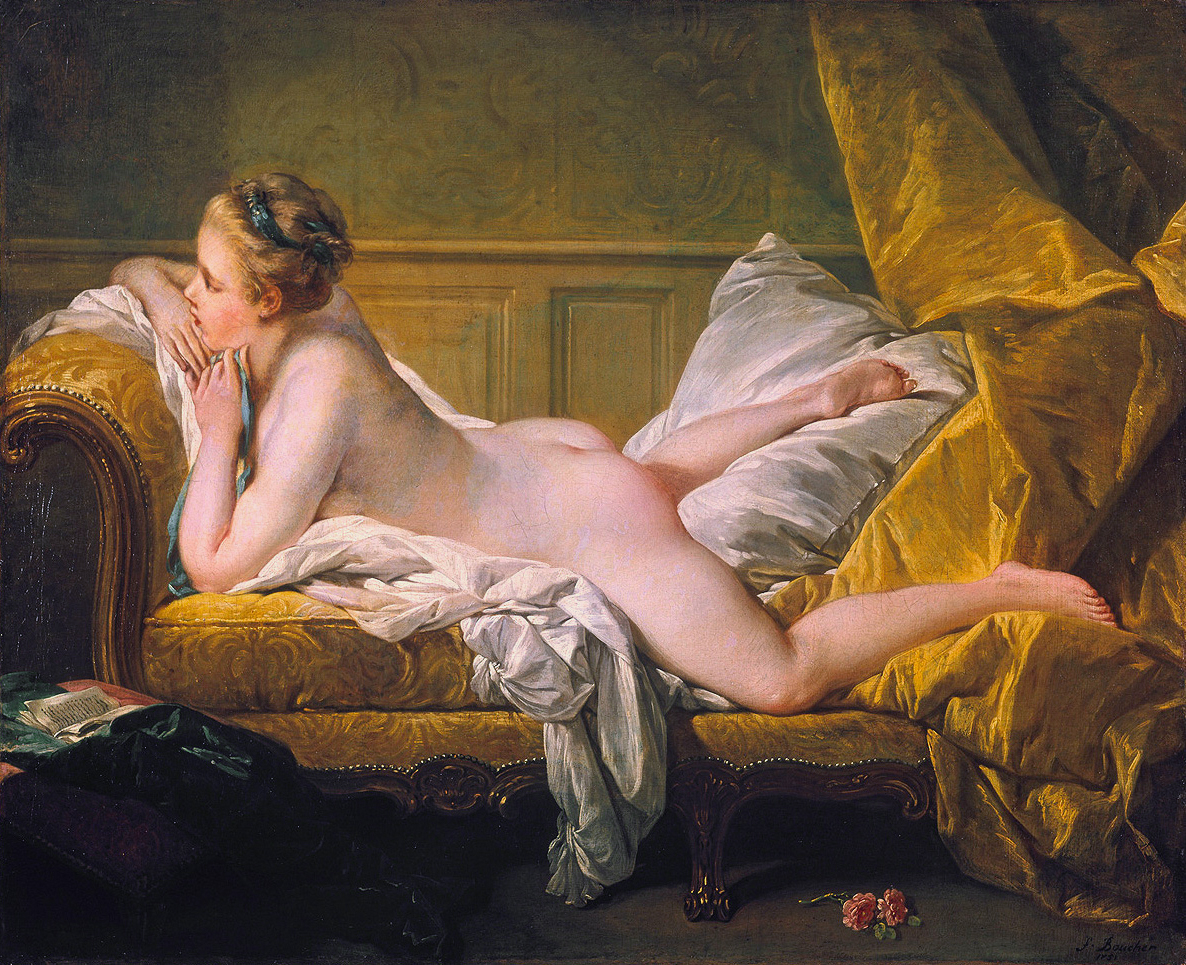
Светловолосая одалиска. 1751. Холст, масло. Музей Вальрафа-Рихарца, Кёльн
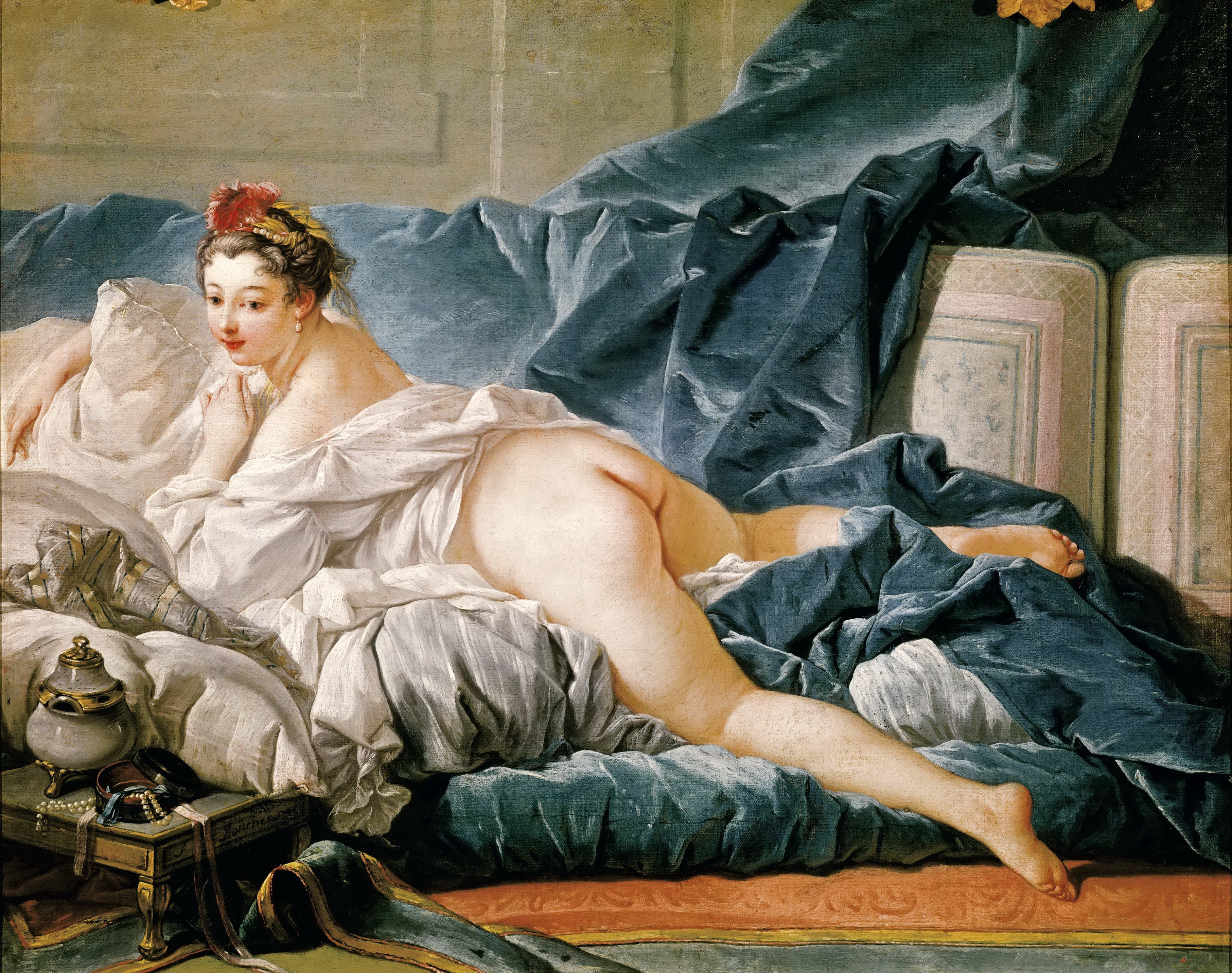
Тёмноволосая одалиска. 1745. Холст, масло. Лувр, Париж
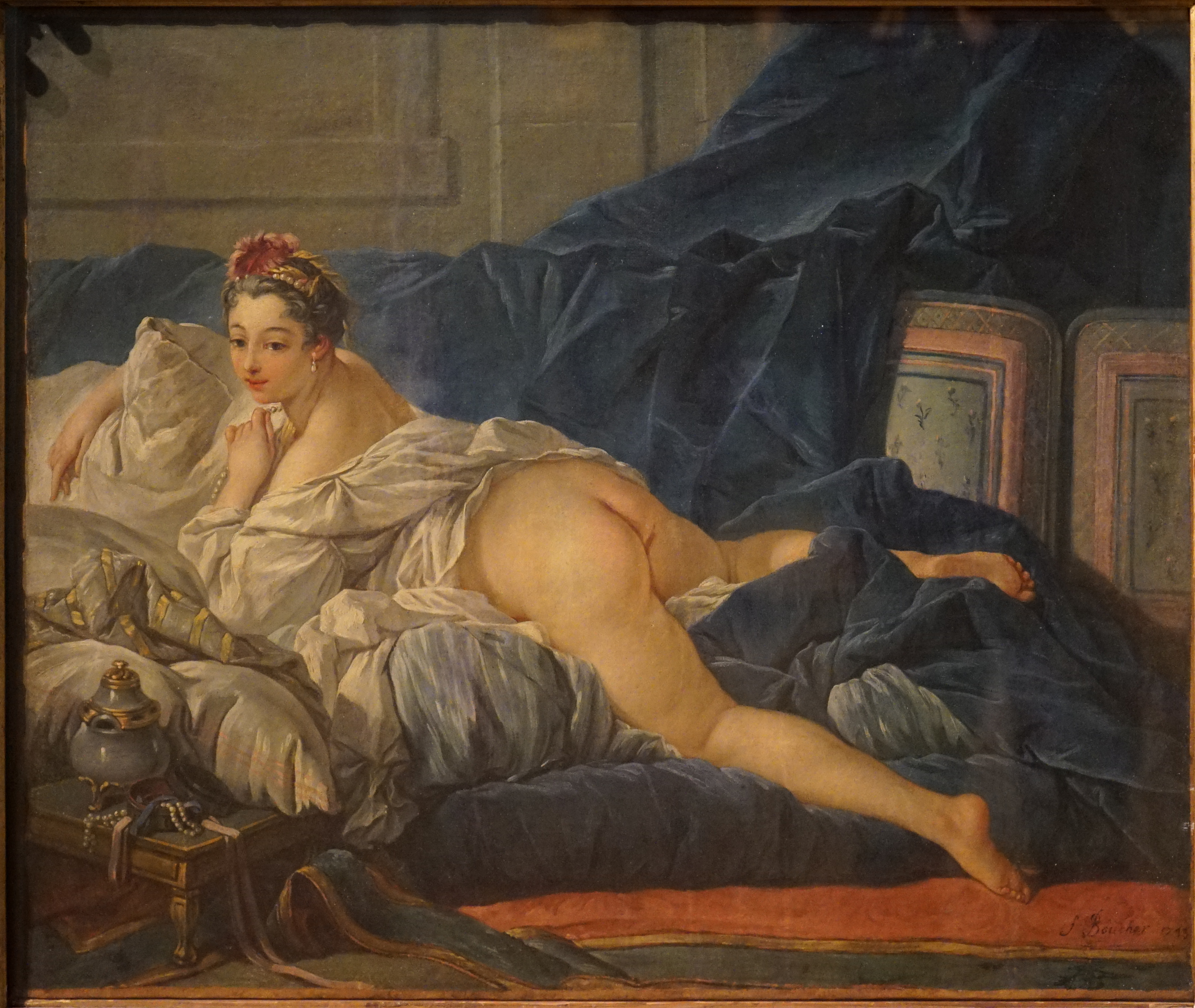
Тёмноволосая одалиска. 1745. Холст, масло. Музей изящных искусств, Реймс

## История картины
Сохранилось письмо г-на де Вандье директору Французской академии в Риме Шарлю-Жозефу Натуару от 19 февраля 1753 года:
«У меня есть личный кабинет, который я хотел бы пополнить четырьмя работами самых искусных художников нашей школы. Я уже получил картины Ван Лоо, Буше и Пьера. Могу ли я повесить одну из твоих работ? … Мне не хотелось бы ничего, кроме обнажённого тела. Картина Шаля изображает спящую Антиопу, Буше — молодую женщину, лежащую на животе».
Позднее Вандье показал картину некоему Жану Менье, инспектору полиции, а тот Его —Величеству. Менье сообщал, что когда король Людовик увидел картину Буше с Марией-Луизой, то задался вопросом, не польстил ли художник модели, «поэтому он попросил показать ему саму Мёрфи, и после их встречи он нашёл её даже лучше, чем на картине».
Марию-Луизу поселили в доме в Парк-о-Серф в Версале, где она прожила два года. В 1754 году она родила Людовику внебрачную дочь, Агату-Луизу де Сент-Антуан де Сент-Андре. Очевидно, что Мари-Луиза О’Мёрфи была не столь бесхитростной и «невинной», как она изображена на картине Буше. В результате её быстро удалили от двора.
На подставке, изображённой у ложа на картине из Лувра, имеется надпись: DEDIÉ A MONSIEUR BERGERET RECEVEUR GENERAL DES FINANCES (Посвящается монсеньору Бержере, генералу отделения финансов). Софа, занавесь и стена — нежно оливкового цвета и различаются только материалом; дорогое тёмно-розовое шёлковое покрывало, придающее глубину картине; светло-голубая шёлковая лента, вплетённая в волосы девушки и вьющаяся у неё в руках. Светло-голубой и розовый являются основными цветами рококо.